# Elizabeth Hartman
Elizabeth Hartman (Youngstown, Ohio, 23 de diciembre de 1943 - Pittsburgh, Pensilvania, 10 de junio de 1987) fue una actriz de cine, teatro y televisión estadounidense.
Fue reconocida principalmente por protagonizar la película A Patch of Blue (1965) la cual le valió una nominación en los Premios Oscar y un reconocimiento en los Premios Globos de Oro. Hasta el año 1975, Hartman fue la candidata más joven en la nominación de Mejor Actriz en los Oscars.
Entre sus otros filmes notables también destaca You're a Big Boy Now de Francis Ford Coppola como Barbara Darling, por la que fue nominada a un segundo Globo de Oro.
Hartman también actuó junto a Clint Eastwood y Geraldine Page en The Beguiled de Don Siegel y en la película Walking Tall de 1973 .

## Biografía
Hartman nació en Youngstown, Ohio, dándose a conocer con el apodo de  "Biff" Hartman a los clientes de la Playhouse de esa localidad. Estudió en la Universidad de Carnegie-Tech en los años 60. Después de ganar una valiosa experiencia en el teatro comunitario, se trasladó a Nueva York. En 1964, firmó para interpretar a la protagonista ingenua de la comedia de Broadway Everybody Out, the Castle is Sinking.

## Carrera
En 1964, la joven actriz fue a una prueba de cámara hecha por la MGM y la Warner Brothers. A principios del otoño de ese mismo año se le ofreció un papel muy importante en el film A Patch of Blue, junto con Sidney Poitier y Shelley Winters. El papel le ganó una amplia aclamación crítica, un hecho orgullosamente observado por los medios de comunicación en su ciudad natal. El papel también ganó una nominación a los Óscar a la Mejor Actriz. En el momento de su nombramiento en 1966, Hartman (que tenía 22 años de edad) fue la persona más joven nominada alguna vez en la categoría de Mejor Actriz. Ese mismo año, recibió un premio por sus logros de la Asociación Nacional de Propietarios de Teatro.

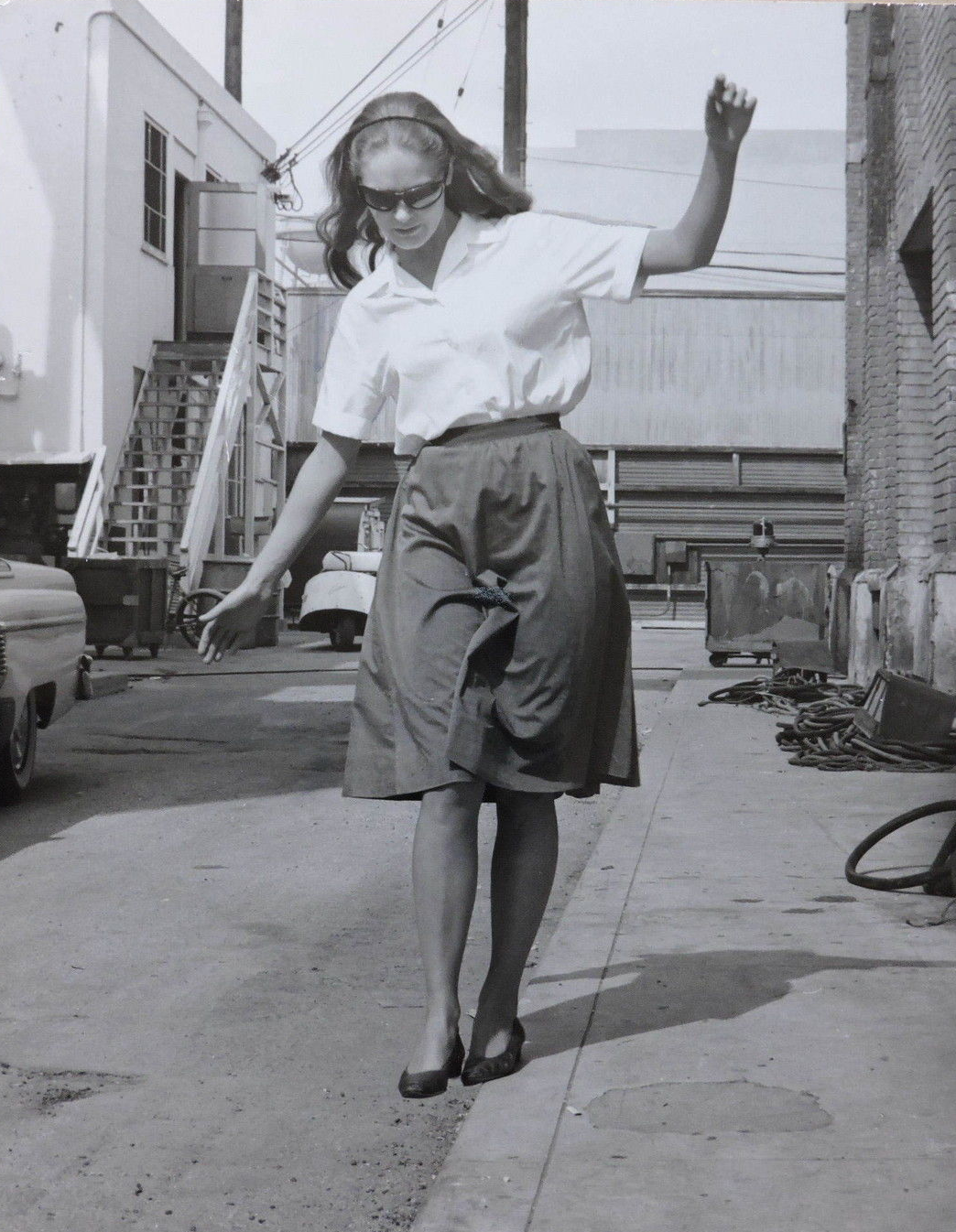
Hartman en el estudio MGM (1965).

Gracias a trabajos posteriores se convirtió en una verdadera estrella, en films como The Group, You're a Big Boy Now y The Beguiled. Al papel de la esposa del exsheriff Buford Pusser en  Walking Tall en 1973 le fue seguido, una década más tarde, por un doblaje de la película de 1982 The Secret of NIMH, en la que prestó su voz a la ratona/heroína, la señora "Brisby". Este resultó ser su último papel cinematográfico de Hollywood.
En 1975, protagonizó la premiada obra por Academia y los Premios Emmy, Balaam, de Tom Rickman, una obra sobre las intrigas políticas en Washington D. C.. Su coestrella fue el veterano actor Peter Brandon, con papeles secundarios interpretados por Howard Whalen y Ed Harris. Fue dirigida por el marido de Hartman, Gill Dennis, y producida por Duane Waddell.

## Vida privada
Estuvo casada por varios años con el guionista Gill Dennis, del cual se divorció en 1984, después de una separación de cinco años.

## Suicidio
Elizabeth Hartman se suicidó el 10 de junio de 1987, tras saltar desde la ventana de su apartamento del quinto piso. Esa misma mañana había llamado a su psiquiatra diciéndole que se sentía con baja autoestima. En una entrevista supo decir: 

"Hay cosas que nos pasan que no estamos preparados para enfrentar. Cuando los problemas ocurren, la vida da un paso a la vez, de un momento a otro, hasta que se acostumbra a su manejo, siendo responsables de nuestras propias decisiones."

A lo largo de gran parte de su vida, la actriz sufría de una profunda depresión. En sus últimos años, su salud mental se deterioró demasiado y se mudó a Pittsburgh, Pensilvania, para estar más cerca de su familia. En los últimos años de su vida, renunció a actuar en conjunto y a trabajar en un museo en Pittsburgh mientras recibía tratamiento para su enfermedad en una clínica para pacientes ambulatorios. Sus restos descansan en el cementerio de Forest Lawn Memorial Park en su ciudad natal. Tenía 43 años.

## Filmografía
- 1965: A Patch of Blue,  como Selina D'Arcey.
- 1965: A Cinderella Named Elizabeth (cortometraje).
- 1966: The Group, como Priss.
- 1966: You're a Big Boy Now, como Barbara Darling.
- 1968: The Fixer, como	Zinaida.
- 1970: Pursuit of Treasure.
- 1971: The Beguiled, como Edwina Dabney.
- 1973: Walking Tall, como Pauline Pusser.
- 1973: Intermission.
- 1981: Full Moon High, como señora Montgomery.
- 1982: The Secret of NIMH, como señora Brisby (voz).

### Televisión
- 1971: Night Gallery, como Judith Timm.
- 1973: Love, American Style, como Wilma More.
- 1975: Wide World Mystery, como Camilla.
- 1975: Doctors' Hospital, como Bobbie Marks.
- 1980: Willow B: Women in Prison, como Helen.

### Teatro
- Our Town.
- The Glass Menagerie.
- The Madwoman of Chaillot.
- Bus Stop.
- Beckett.
- Morning's at Seven.

## Galardones y nominaciones
Premios Óscar
| Año  | Categoría               | Película        | Resultado |
| ---- | ----------------------- | --------------- | --------- |
| 1966 | Óscar a la mejor actriz | A Patch of Blue | Nominada  |

Premios Globo de Oro
| Año  | Categoría                                          | Película             | Resultado |
| ---- | -------------------------------------------------- | -------------------- | --------- |
| 1966 | Globo de Oro a la mejor actriz - Drama             | A Patch of Blue      | Nominada  |
| 1966 | Globo de Oro a la nueva estrella del año-Actriz    | A Patch of Blue      | Ganadora  |
| 1967 | Globo de Oro a la mejor actriz - Comedia o musical | You're a Big Boy Now | Nominada  |

Premios Laurel
| Año  | Categoría    | Película         | Resultado |
| ---- | ------------ | ---------------- | --------- |
| 1966 | Nueva Cara   | Debut en el cine | Ganadora  |
| 1966 | Mejor actriz | A Patch of Blue  | Nominada  |

- Ganó como "Actriz del Año"  en el Festival de cine de Ohio por la reproducción de la frágil Laura en la obra The Glass Menagerie.